# Stanisław Kubiński

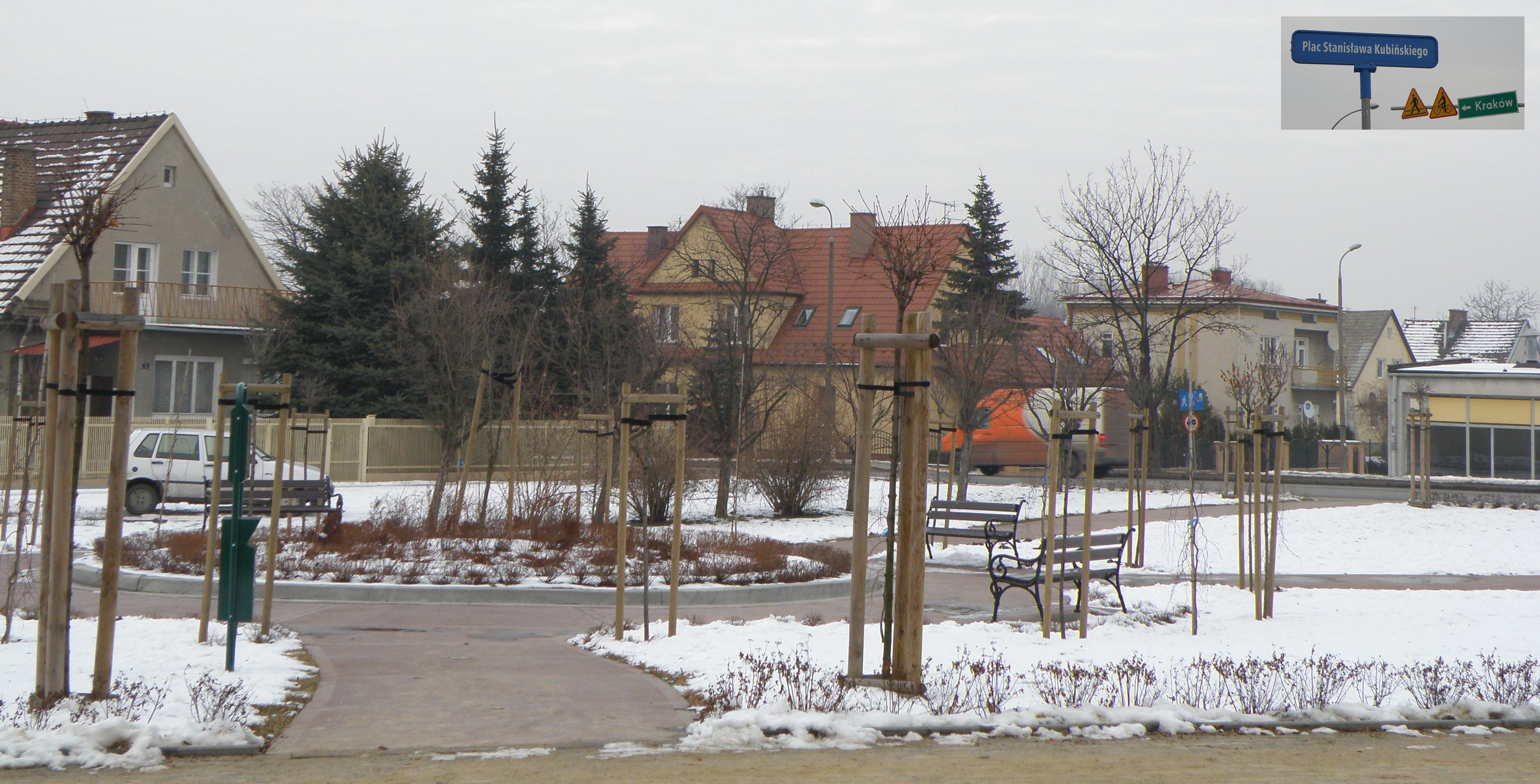
Plac Stanisława Kubińskiego w Mościcach w Tarnowie

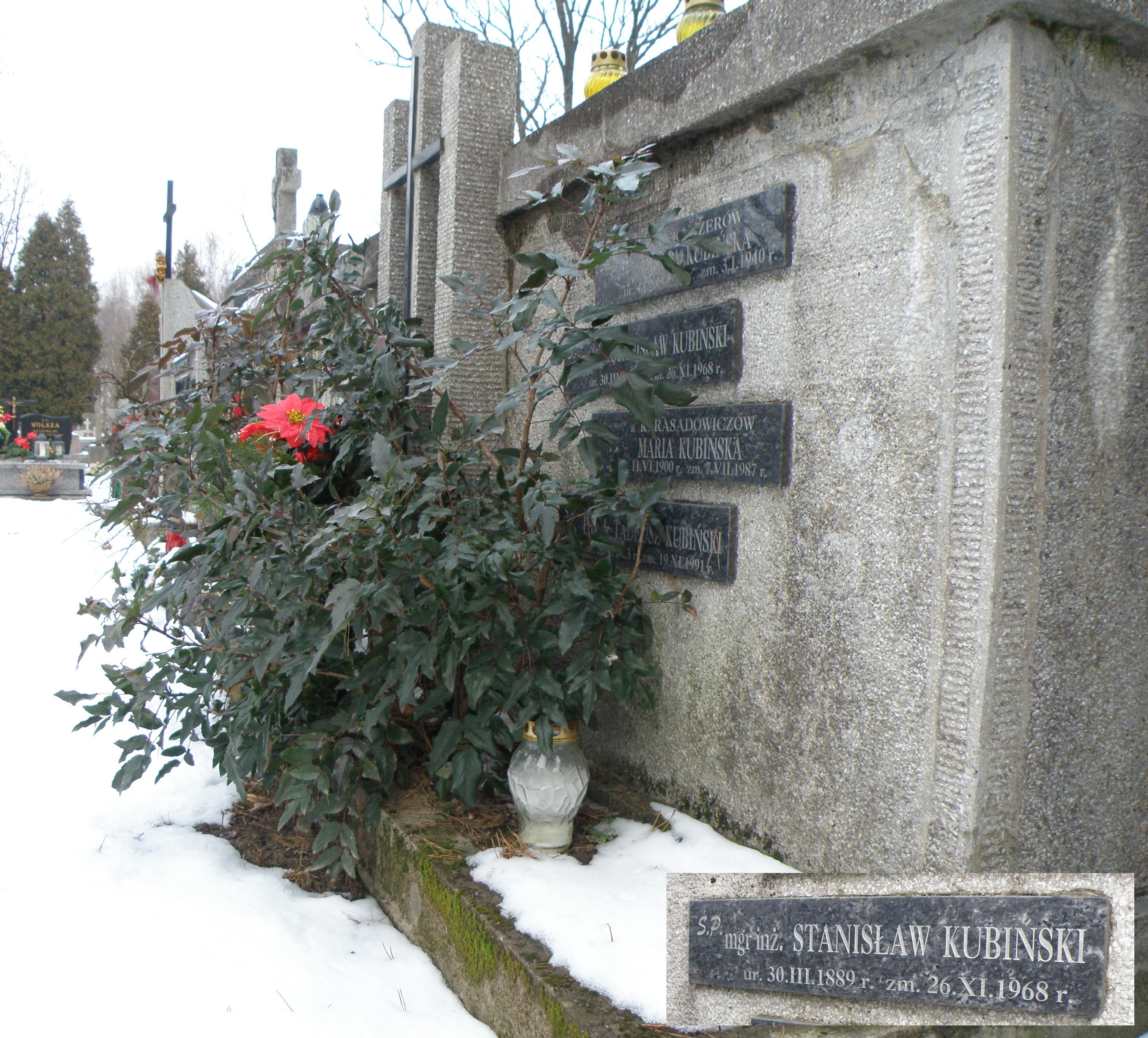
Grobowiec rodzinny na cmentarzu komunalnym w Tarnowie-Mościcach

Stanisław Kubiński (ur. 30 marca 1889 w Samborze, zm. 26 listopada 1968 w Tarnowie) − polski inżynier, nauczyciel i wykładowca akademicki, budowniczy Państwowej Fabryki Związków Azotowych w Mościcach, działacz samorządowy i społeczny, podczas II wojny światowej więzień hitlerowskich obozów koncentracyjnych. Członek Polskiego Towarzystwa Politechnicznego we Lwowie.

## Życiorys
Stanisław Kubiński był synem prawnika praktykującego w Samborze. W 1907 ukończył VIII klasę i zdał egzamin dojrzałości w C. K. Gimnazjum Arcyksiężniczki Elżbiety w Samborze (w jego klasie był m.in. Andrzej Paluch). Podjął studia na Wydziale Budowy Maszyn Szkoły Politechnicznej we Lwowie. Dyplom uzyskał w 1912 roku. Przez krótki czas pracował w zakładach Škoda w Pilźnie. W listopadzie 1918 roku wstąpił jako ochotnik do Wojska Polskiego, biorąc udział w obronie Lwowa i wojnie polsko-bolszewickiej. Został dwukrotnie odznaczony Krzyżem Walecznych oraz Krzyżem Obrony Lwowa z Mieczami.
W 1922 roku objął stanowisko dyrektora technicznego lwowskiej Fabryki Broni i Maszyn „Arma”. W tym czasie był również wykładowcą na Politechnice Lwowskiej i nauczycielem w miejscowej szkole przemysłowej. W czerwcu 1927 roku został oddelegowany do pracy przy budowie Państwowej Fabryki Związków Azotowych w podtarnowskich Mościcach. Był, między innymi, prokurentem powstającego zakładu, kierownikiem Wydziału Mechanicznego. W latach 1932−1939 był naczelnikiem gminy Mościce. W późniejszych latach przewodniczył miejscowej organizacji Obozu Zjednoczenia Narodowego. Ponadto pełnił funkcję prezesa rady nadzorczej spółdzielni mieszkaniowej pracowników umysłowych fabryki, działał również w Komisji Regulacji i Rozbudowy Mościc. We wrześniu 1939 roku został ewakuowany na wschód, z częścią środków przeznaczonych na wrześniowe wypłaty dla pracowników. Do Mościc powrócił w grudniu tegoż roku.
W związku z niezgłoszeniem się do pracy w funkcjonującej pod zarządem okupanta fabryce, 30 marca 1940 roku został aresztowany przez Gestapo. Przetrzymywany był w więzieniach w Tarnowie i Nowym Wiśniczu. 20 czerwca 1940 roku został wysłany z drugim transportem więźniów do obozu koncentracyjnego Auschwitz-Birkenau, gdzie otrzymał numer obozowy 1005. W październiku 1944 roku ewakuowano go do Sachsenhausen (KL), później do filii obozu koncentracyjnego Buchenwald. Uwolniony w kwietniu 1945 roku, powrócił do Tarnowa. Od listopada tegoż roku ponownie został przyjęty do pracy w Zakładach Azotowych.
W latach 1951−1958 był kierownikiem Samodzielnego Oddziału Wykonawstwa Inwestycyjnego Zakładów Azotowych, następnie, do przejścia na emeryturę w 1964, pracował w Biurze Konstrukcyjnym Inwestycji. Jednocześnie uczył w wieczorowej Szkole Inżynierskiej i mościckim Technikum Chemicznym. Zmarł 26 listopada 1968 roku i został pochowany na cmentarzu komunalnym w Mościcach. Oprócz odznaczeń wojskowych, był trzykrotnie odznaczony Złotym Krzyżem Zasługi: pierwszy raz za udział w budowie fabryki w dwudziestoleciu międzywojennym, oraz dwukrotnie, w 1956 i 1958 roku, w okresie Polski Ludowej. W 2009 roku jego imieniem nazwano jeden z placów w Mościcach.